# Juan de la Cruz Cano y Olmedilla
Juan de la Cruz Cano y Olmedilla (Madrid, 1734-Madrid, 13 de febrero de 1790), fue un geógrafo, cartógrafo, grabador y académico español del período ilustrado.

En 1752 el marqués de la Ensenada, ministro de Fernando VI de España, lo envió junto a Tomás López a París para estudiar técnicas de grabado con Jean Baptiste Bourguignon d'Anville. Estuvo en Francia hasta 1760; allí publicó un mapa del golfo de México en 1755 junto con Tomás López. En 1760 ingresó como miembro de la Academia de San Fernando donde fue académico de mérito a partir de 1764. También fue miembro de honor de la Sociedad Bascongada de Amigos del País.

Mapa geográfico de América Meridional, dispuesto y grabado por Juan de la Cruz Cano y Olmedilla en 1775

En 1765 el marqués de Grimaldi, por entonces ministro de Estado, le encargó la confección de un mapa de América del Sur a escala de 1/5 000 000. Para ello se documentó con los mapas de la Secretaría de Estado, del Consejo de Indias y otros a los que pudo acceder, logrando finalmente en 1775 un mapa mural a escala de 1:4 000 000, un grabado de 176 x 216 cm realizado con ocho planchas de cobre; considerado como el más completo mapa que se haya hecho de América del Sur hasta la utilización de métodos cartográficos contemporáneos. Una edición posterior, presumiblemente de 1802, se encuentra en el decanato de la Facultad de Geografía e Historia de la Universidad Complutense. En la biblioteca histórica de esta Universidad también se encuentra el mapa del estrecho de Magallanes. Una de las siete u ocho copias de este mapa, realizada en papel hecho a mano sobre liencillo y coloreado, se encuentra en la biblioteca Elma Kohlmeyer de Estrabou de la Facultad de Filosofía y Humanidades, Universidad Nacional de Córdoba. Las demás se encuentran en el Archivo General de Indias de Sevilla, los archivos del gobierno británico de Kew Gardens, en Londres, en la Biblioteca Bodleiana de la Universidad de Oxford y en colecciones privadas. Este mapa fue usado en 1873, en una de las discusiones limítrofes entre Argentina y Chile, con el fin de demostrar que el territorio patagónico estaba bajo dominio chileno. El argumento no fue aceptado por los diplomáticos argentinos, porque la realización del mapa data de antes de la creación del virreinato del Río de la Plata, lo cual trajo consigo la segregación de Cuyo, siendo objeto de la discusión entre ambos países si la Patagonia sufrió alteraciones a su jurisdicción tras 1776. El 23 de febrero de 1802, por Real Orden, se dispuso el reparto de ejemplares del mapa de Cano y Olmedilla en los ministerios y el consejo de indias, mostrando la segregación de Cuyo. En 1800 el cartógrafo español radicado en el virreinato del Río de la Plata, Agustín Ibáñez y Bojons, realiza un mapa de la América del Sur en el cual muestra límites similares al mapa de Olmedilla de 1775, con la diferencia que el límite atlántico del reino de Chile se acerca al paralelo 36° sur en vez del 38° sur.
Tanto el mapa de Olmedilla como el de Ibáñez usaron de base uno de Francisco Millau y Maraval, sin embargo, éste desapareció antes de la guerra civil española, por lo que no existen copias en la actualidad. Tomás López fue uno de los detractores del mapa de Olmedilla, lo mejor a su juicio era el Popayán, Perú, Chile. Lo que criticaba era el estrecho de Magallanes, la costa hasta el río de la Plata, y Paraguay. En 1802 con las planchas en Calcografía Nacional, Francisco Requena expresó "¿Qué mucho es que tenga errores un mapa que comprende una extensión tan grande de países descubriertos hace tres siglos, cuando los tiene el de España, y cuando hace poco tiempo que en Europa no se sabía la longitud del mar Mediterráneo, equivocada en los mapas en muchísimas leguas?". Felipe Bauzá elogió el mapa.

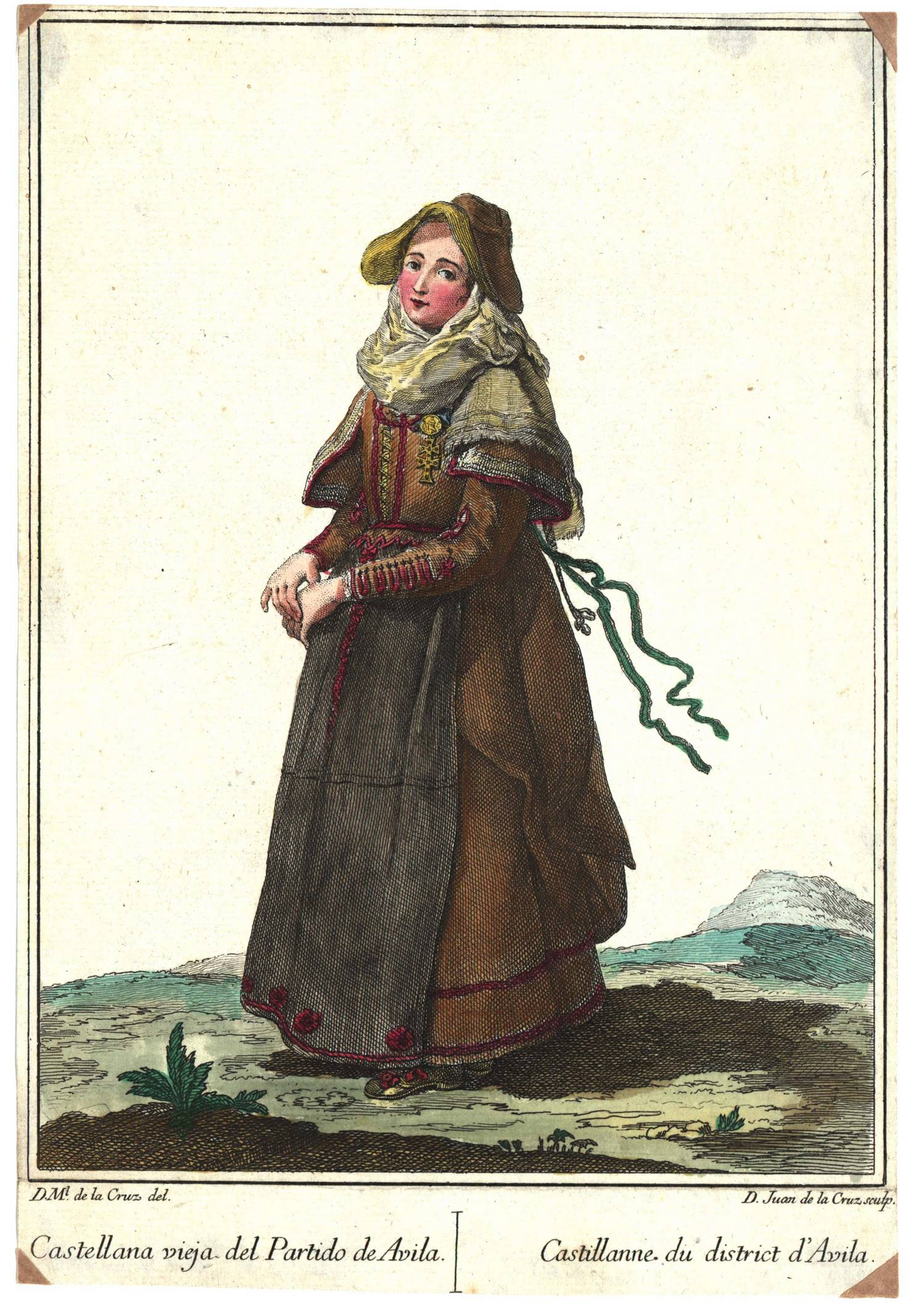
Castellana vieja del partido de Ávila.

En 1777 inició la edición de la Colección de trajes de España, tanto antiguos como modernos, que comprehende todos los de sus dominios. La colección, en la que se exponen trajes de la plebe y de la nobleza, fue ideada para ofrecerse en dos volúmenes de ocho cuadernos cada uno, conteniendo doce estampas cada cuaderno; sin embargo la obra quedó inconclusa debido a la muerte del autor. El grabado de las láminas estuvo a cargo de Juan de la Cruz, mientras que para los dibujos contó con la colaboración de su sobrino Manuel de la Cruz, Antonio Carnicero, Luis Paret y otros artistas menos conocidos.

## Obras (cartografía)
Además de colaboraciones esporádicas como grabador con diversos dibujantes, como los ya mencionados, hay que destacar de su trabajo cartográfico:  
- 1769 - Mapa marítimo del Estrecho de Magallanes.
- 1772 - Mapa de la África y especialmente de la Numidia antigua, acomodado a la guerra de Yugurta, según Salustio. (Madrid).
- 1787 - Carta de las costas de la provincia de Buenos Aires, Plano de Belgrado, Semlin y contornos.
- 1788 - Hispania vetus, ad Julii Caesaris Comentaria.
- 1790 - Plano de la bahía y puerto de Plymouth.